# 鉄板
鉄板（てっぱん）とは、板状に伸ばした鉄鋼材料である。板金の一種。鋼板とも。

## 概要
鉄鋼製品の材料として加工される用途の他、板の形状を生かして単独でも様々な工業用途に用いられる。特に、工事で掘削によってできる土壁が崩れないように押えるために用いられる場合は矢板と呼ばれる（形鋼も参照）。
製鉄会社から出荷される鋼板は大口顧客向けにはコイルのまま出荷されるが、小口の顧客向けには卸売業者にてコイルを巻き戻し、専用の切断機（シャーリング・マシンなど）で切断したものが届けられる。一般の鉄工所ではあらかじめ卸売業者の規格切断品を購入して製品を製作する。この切断された鋼板がいわゆる『鉄板』である。鉄板はその品質（成分組成や引張強度、溶接性、表面処理など）からJIS規格品・製鉄会社規格品がありアルファベット記号と数字との組み合わせで記される。板厚は0.5 mmから25 mm程度が市場で流通している。高価なステンレス鋼の板はさらに薄い0.3 mmのものもある。圧延の都合で鉄板の厚みは飛び飛びの値を取る。0.5 mm程度の白色に塗装されたものは、プレス機で縁を加工して看板などに使われる。0.2 mm程度の青色に塗装されたものやガルバリウムめっきの施されたものは、波付け機で波板状に加工され、トタン屋根などに使われる。
なお造船所向けの鋼板など、厚板に分類される鋼板は顧客の注文に応じて一枚一枚、製鉄所から鋼塊から圧延加工しカットされた特大の『鉄板』の状態で出荷される。このため万が一、造船所の注文で製造するはずの厚板が製造されていないと、船体の、その注文された鋼板のサイズのぶんだけ、文字通り穴が開くことになる。このため高炉・転炉の操業率を上げつつ所定の厚みとサイズを持つ圧延厚板の納期を守る管理には高度な工程管理が重要である。工程管理の円滑化とコストダウンのためにコンピュータ導入が早くから進んだ産業のひとつが製鉄業である。このエピソードはNHK新・電子立国第8回 『コンピュータ製鉄～驚異の巨大システム～』で、1996年5月26日に放送された 。

## 調理器具として
高い温度まで加熱できるので、頻繁に調理に用いられる。日本には、下部に炎をあてて熱した鉄板で食材を調理する鉄板焼きという料理法がある。類似する調理用具としてはフライパンなどがある。ホットプレートも参照。

## 敷鉄板
敷鉄板は、工事現場の作業床や地盤の保護などを目的に敷設（仮設）される鉄板。重機の走行や重量資材の仮置きに耐えうるよう、19mm、22mm、25mm厚などの規格が利用される。建設業界では22mm厚が標準的な規格となっている。敷鉄板の種類はサイズによってさまざまで、主なところでは5ｘ20（ごにじゅう＝1524ｘ6096mm）、5ｘ10（ごっとお＝1524ｘ3048mm）がある。まとまった数が利用されるため窃盗されることも多い。そのため、工事用資材保険などもある。

## 俗語
鉄板が硬いことから「堅い」にかけて、「間違いない」「確実な」などという意味で用いられる。
- 芸能界の業界用語において、確実に笑いが取れる話・ネタなどを指して「鉄板の話」「鉄板のネタ」と呼ぶ場合がある。また、ギャンブルで確実に勝てそうなときにも用いられる[5][6]。
- 動作が安定しているマザーボードも鉄板と呼ばれる。

一方、「厳しい」「きつい」という意味で用いられる場合もある。